# Herminia koreognatha
Herminia koreognatha là một loài bướm đêm trong họ Noctuidae.